# Stróża-Kolonia
Stróża-Kolonia – kolonia w Polsce położona w województwie lubelskim, w powiecie kraśnickim, w gminie Kraśnik.
W latach 1975–1998 miejscowość administracyjnie należała do ówczesnego województwa lubelskiego.
Cecha charakterystyczna tej wioski to sztuczne zbiorniki wodne – stawy oraz handel owocami – skupy. Dużą powierzchnię wioski obejmują lasy.

## Geografia

### Położenie
Stróża-Kolonia leży w odległości około 4 km od Kraśnika. Sąsiaduje bezpośrednio ze Stróżą oraz Karpiówką. Wieś leży częściowo w dolinie rzeki Wyżnica, w obrębie mezoregionu Wzniesienia Urzędowskie, na Wyżynie Lubelskiej.

### Klimat
Średnia temperatura roczna wynosi 7,7 °C. Najzimniejszym miesiącem jest styczeń ze średnią temperaturą – 2,7 °C, a najcieplejszym – lipiec ze średnią temperaturą 18,7 °C. Roczna suma opadów wynosi ok. 500 mm, z czego 340 mm przypada na lato, a 160 mm na zimę.

## Demografia
| Opis     | 2006 | 2007 | 2008 | 2009 | 2010 | 2012 |
| -------- | ---- | ---- | ---- | ---- | ---- | ---- |
| kobiet   |      | 483  | 497  | 512  | 521  | 548  |
| mężczyzn |      | 461  | 479  | 487  | 510  | 542  |
| ogółem   | 914  | 944  | 976  | 999  | 1031 | 1090 |

Stan podany na koniec każdego roku kalendarzowego.

## Historia

### Rys historyczny
W źródłach historycznych występuje jako Stróża. Obecnie Stróża i Stróża-Kolonia są to dwie osobne wsie. Pierwsze wzmianki pojawiają się już w XIII wieku. W akcie nadania (1377) Goraja i Kraśnika braciom Dymitrowi i Iwanowi Gorajskim przez Ludwika Węgierskiego występuje pod nazwą Sztroza. W połowie XV wieku własność Jana Rabsztyńskiego. W późniejszym okresie należała do ordynacji Zamoyskich. Uwłaszczona w 1864 roku. Na terenie wsi istniał folwark z dworkiem należący do Zamoyskich.
W czasie okupacji niemieckiej mieszkająca we wsi rodzina Sikorów udzieliła pomocy Żydom. Wśród nich byli Mosze Edelstein, Izrael Edelstein, Herszl Edelstein, Raizel/Roza Edelstein, Szlomo/Sam Edelstein, Józef Edelstein, Sara Gertner z d. Edelstein, Yehiel Rolnik, Jakob Erlich, NN Sabutek, Mosze Sabutek, W 1994 roku Instytut Jad Waszem podjął decyzję o przyznaniu Janowi i Karolinie Sikorom oraz Edwardzie Boś z d. Sikora tytułu Sprawiedliwych wśród Narodów Świata

## Zabytki

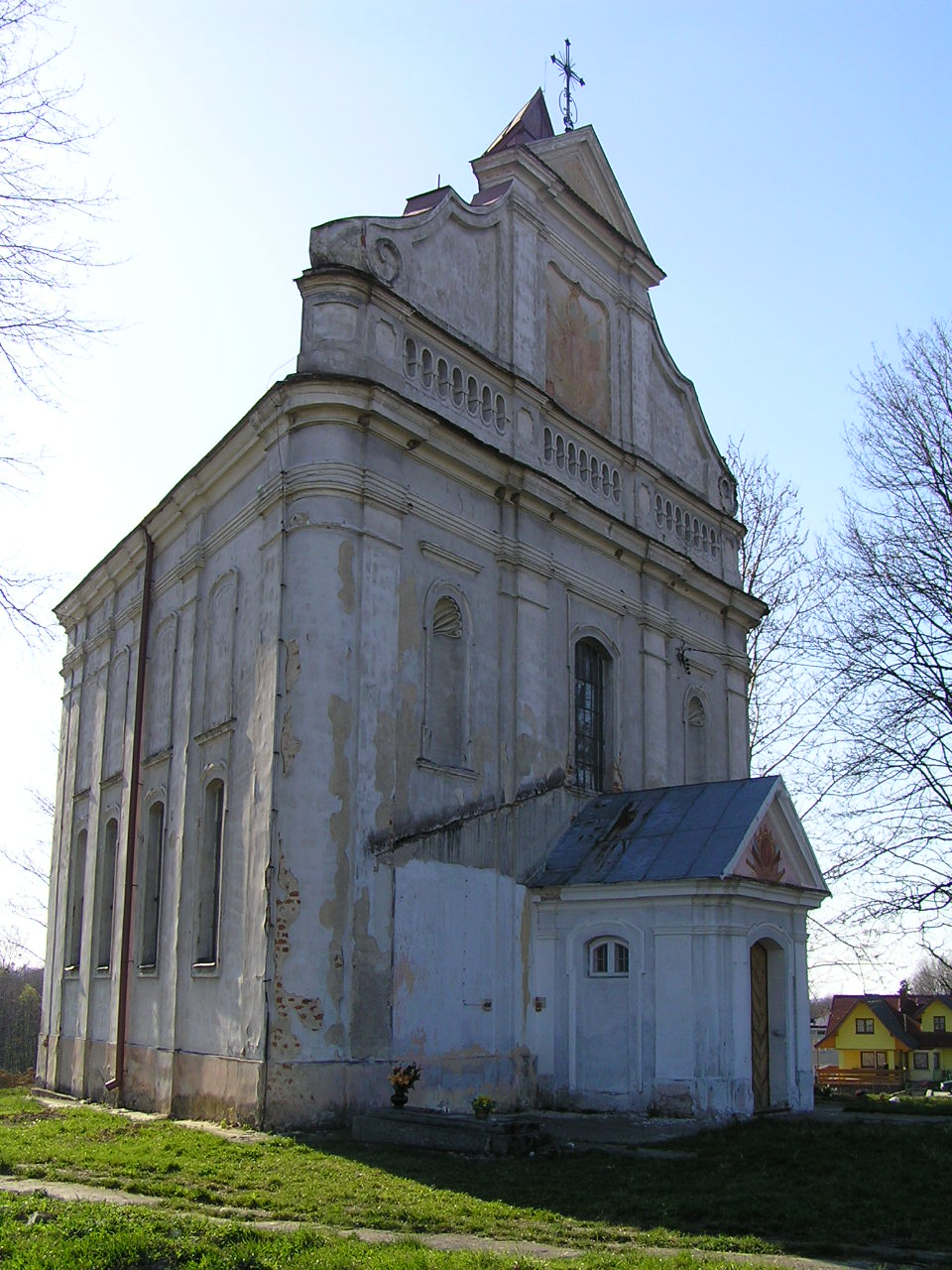
Kaplica Świętej Trójcy

- Kaplica św. Trójcy w Stróży-Kolonii – jest jednym z niewielu w Polsce kościołów wybudowanych na planie trójkąta. Ufundowana w XVIII w. przez fundację Jana Zamoyskiego. Początkowo kaplica odgrywała rolę kościoła parafialnego, pod koniec XX wieku w latach 1985–91 w Stróży-Kolonii wzniesiono nowy kościół. W 2011 roku przeprowadzono prace renowacyjne kaplicy[12]. Zagospodarowanie terenu wokół Kaplicy Trójcy Świętej polegało na wykonaniu chodnika wokół niej, utwardzeniu placu dojazdowego do kaplicy, wykonanie muru oddzielającego cmentarz od zabytku, odwodnienie oraz wykonanie tarasu widokowego. Odnowiona została elewacja zabytku oraz uwzględniono oświetlenie zewnętrzne placu. We wrześniu 2015 roku dokonano remontu wewnątrz kaplicy (odnowiony został ołtarz i wystrój zabytku). Obecnie pełni ona rolę kaplicy grzebalnej przy cmentarzu parafialnym.

- W pobliżu Kaplicy Świętej Trójcy znajduje się kilka drzew – pomników przyrody, które są pozostałością po parku dworskim mieszczącym się kiedyś w tej okolicy, najokazalszy z nich rosnący tuż przy kaplicy jawor jest jednym z najstarszych drzew tego gatunku w Polsce – jego wiek szacowany jest na ok. 380 lat. Jawor ma wysokość ok. 18 m i blisko 600 cm obwodu; do innych wartych wspomnienia pomników przyrody należą: kasztanowiec o obwodzie ok. 365 cm i 16 m wysokości oraz dwie potężne lipy o rozmiarach pni ok. 450 cm oraz ok. 430 cm. obwodu i wysokościach odpowiednio 23 i 25 m.

- Kurhan – znajdujący się na polu ornym, w odległości ok. 100 m. od drogi. W latach osiemdziesiątych XX wieku. zostały przeprowadzone prace archeologiczne mające ocenić czas jego powstania. Z badań tych wynika, że kurhan znajduje się na terenie osady z IX wieku, nie wiadomo natomiast dokładnie czyje prochy kryje. Prawdopodobne jest, że zawiera szczątki ludzkie z różnych okresów historycznych, zarówno z IX wieku, jak również poległych powstańców styczniowych. Legenda głosi, że jest to grób dowódcy szwedzkiego. Kopiec przez lata był dewastowany i jego rozmiary uległy pomniejszeniu. Do rejestru zabytków został wpisany dopiero w 1991 roku. Kurhan ozdabia rosnąca na nim lipa oraz drewniany krzyż.

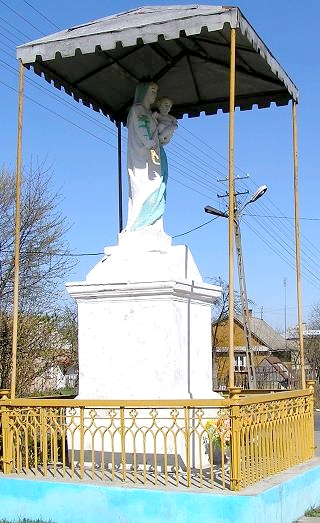
Kapliczka

- W centralnej części wsi, przy skrzyżowaniu głównych dróg usytuowana jest murowana kapliczka z kamienną figurą Matki Boskiej z Dzieciątkiem. Wzniesiona została w 1905 roku wraz z metalowym ogrodzeniem, którym jest otoczona. W latach późniejszych do ogrodzenia został dołączony blaszany baldachim. W lipcu 2014 roku została przebudowana. Usunięty został cokół, a samą rzeźbę odrestaurowano. Z uwagi na posadowienie kapliczki w obrębie skrzyżowania przeniesiono nieznacznie w obszaru zabudowań i osadzono na murowany z cegły postument[13][martwy link].

## Kościoły
W centrum mieści się kościół parafialny pw. Matki Bożej Częstochowskiej (parafia skupia 6 miejscowości). Dawniej tę funkcję spełniała Kaplica św. Trójcy (w roku 2011 została wyremontowana). Istnieje parafia Trójcy Przenajświętszej i Matki Bożej Częstochowskiej w Stróży-Kolonii.

## Oświata
W Stróży-Kolonii znajduje się przedszkole, Szkoła Podstawowa im. ks. Stanisława Zielińskiego oraz Publiczne Gimnazjum im. Jana Pawła II, skupiające uczniów z pobliskich miejscowości. Ważnym ośrodkiem oświaty mieszczącym się na terenie wsi jest także Gminna Biblioteka Publiczna.

### Instytucje
- Przedszkole Publiczne w Stróży-Kolonii
- Publiczna Szkoła Podstawowa im. ks. Stanisława Zielińskiego w Stróży-Kolonii
- Publiczne Gimnazjum im. Jana Pawła II w Stróży-Kolonii
- Gminna Biblioteka Publiczna w Stróży-Kolonii

## Turystyka
Dzięki obecności stawów rybnych należących do Kraśnickiego Towarzystwa Wędkarskiego znajdują się tu doskonałe warunki do uprawiania wędkarstwa. Stawy są zasilane w wodę przez Wyżnicę. Udostępnione dla wędkarzy są 4 stawy.

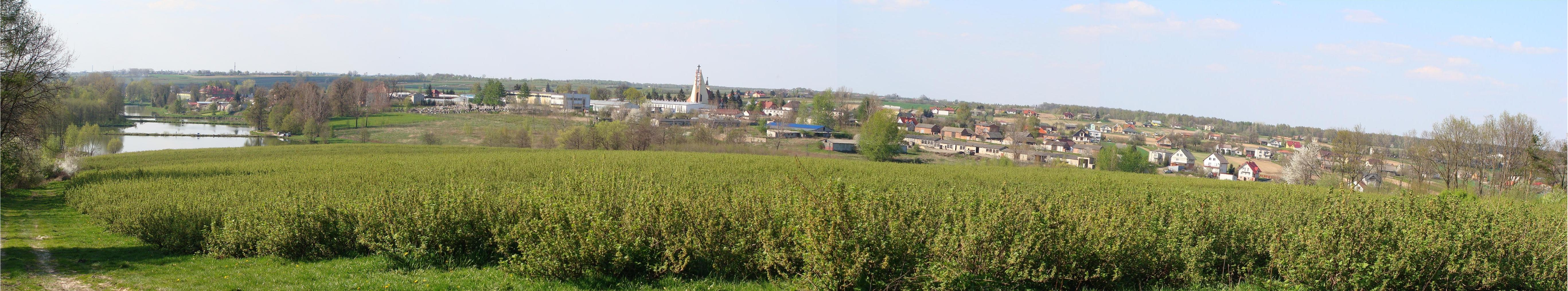
Panorama wsi od strony wschodniej z dnia 26 kwietnia 2008 r.